# Carré Curé-Hébert
Le Carré Curé-Hébert, aussi appelé Carré Havre Hébert, la Place-du-Monument-Hébert et le site du patrimoine de Notre-Dame-de-L'Assomption est un ensemble patrimonial religieux catholique à Hébertville mis en place à partir de 1854.

## Voir plus